# Schlacht von Yering
Die Schlacht von Yering (englisch: Battle of Yering) war eine Auseinandersetzung zwischen den Aborigines der Wurundjeri und der Border Police, die sich am 13. Januar 1840 in der Umgebung des damaligen Melbourne ereignete.

## Grenzkonflikt
Der Konflikt entwickelte sich aus einem Streit zwischen dem Clan der Wurundjeri-William und dem Siedler James Anderson über das Recht, auf dem Land der Wurundjeri im Gebiet des heutigen Warrandyte eine Kartoffelernte einzubringen. Es entstand eine Patt-Situation und die Aborigines begaben sich zu William Ryries Yering Station. Eine Truppe der Border Police, die von Henry Gisborne, dem Commissioner for Crown Lands, angeführt wurden, lockte Jaga Jaga (auch Jacky-Jacky genannt) und einige der Wurundjeri zur Yering-Viehstation, wo Jaga Jaga gefangen und in Handschellen gelegt wurde. Die anderen Wurundjeri zogen sich zurück.
Die Wurundjeri näherten sich der Station wieder mit Musketen und Speeren. Daraufhin ging Gisborne mit seinen Troopern zum Gegenangriff über. Nach einem Schusswechsel zogen sich die Aborigines wieder an die nahegelegenen Billabongs zurück. Nachdem es ihnen gelungen war, die bewaffnete Truppe von der Yering-Station wegzulocken, drangen andere Aborigine-Krieger in die Station ein und befreiten Jaga Jaga.
Kein Siedler und kein Mitglied der Border Police wurde in dieser Auseinandersetzung verletzt und auch von den Wurundjeri sind keine Verletzungen bekannt. Gisborne schrieb später an den Superintendenten und späteren Gouverneur Charles La Trobe: „I am unable to account for their never having hit us as they are capital marksmen“. („Ich kann mir nicht erklären, warum sie uns nicht getroffen haben, denn sie sind hervorragende Schützen.“) Es wurde keine Untersuchung dieses Vorfalls eingeleitet, es wurde keine Anklage erhoben und die Begebenheit wurde übergangen.
Jaga Jaga, auch bekannt als Bor-rer bor-rer, war der Neffe von Billibellary, einem Ngurungaeta der Wurundjeri.

## Gedenkfeier
Am 13. Januar 2007, 167 Jahre nach der Schlacht, wurde auf den Yarra Flats Billabongs im Shire of Yarra Ranges von Murrundindi, einem Ngurungaeta der Wurundjeri, eine historische Plakette Battle of Yering enthüllt, die an das Ereignis erinnert. Die Plakette wurde auf Initiative der Friends of the Yarra Flats Billabongs in Verbindung mit den Yarra Ranges Friends in Reconciliation und der Nillumbik Reconciliation Group angebracht.